# Майоров, Михаил Владимирович (дипломат)
Михаи́л Влади́мирович Майо́ров (2 января 1948 — 1 сентября 2011) — советский, российский дипломат.

## Биография
Окончил Московский государственный институт международных отношений (МГИМО) МИД СССР (1971). Кандидат исторических наук. На дипломатической работе с 1971 года.
- В 1971—1976 годах — старший секретарь-референт, атташе, третий секретарь Посольства СССР в Алжире.
- В 1976—1978 годах — третий секретарь 1-го Африканского отдела МИД СССР.
- В 1978—1984 годах — второй секретарь, первый секретарь, советник Посольства СССР в Марокко.
- В 1984—1986 годах — заведующий сектором 1-го Африканского отдела МИД СССР.
- В 1986—1987 годах — заведующий сектором Управления стран Ближнего Востока и Северной Африки МИД СССР.
- В 1987—1988 годах — заместитель заведующего 1-м Африканским отделом МИД СССР.
- В 1988—1990 годах — заместитель начальника Управления стран Африки МИД СССР.
- С 7 декабря 1990 по 26 июня 1995 года  — чрезвычайный и полномочный посол СССР, затем (с 1991 года) Российской Федерации в Кот-д’Ивуаре[1][2].
- С 2 ноября 1992 по 26 июня 1995 года — чрезвычайный и полномочный посол Российской Федерации в Буркина-Фасо по совместительству[2][3].

Был послом по особым поручениям. В октябре 2000 года назначен руководителем российской части Смешанной контрольной комиссии по урегулированию грузино-осетинского конфликта.
Похоронен в Москве, на Троекуровском кладбище, участок 20.

## Дипломатический ранг
- Чрезвычайный и полномочный посланник 1 класса (7 декабря 1990)[4].
- Чрезвычайный и полномочный посол (6 февраля 2009)[5].

## Семья
Был женат, есть дочь.